# マニュエル・ジョンソン
マニュエル・ジョン・ジョンソン（Manuel John Johnson、1805年5月23日 - 1859年2月28日）は、イギリスの天文学者である。

## 経歴
マカオに生まれた。1823年、東インド会社によってセントヘレナ島の教育者として派遣され、1826年から観測所の観測員に任じられ、南アフリカのケープ天文台で、観測技術を学んだ。セントヘレナ島で観測した606の南半球の恒星の表 A Catalogue of 606 Principal Fixed Stars を1835年に発表し、イギリス王立天文学会ゴールドメダルを受賞した。1839年からオクスフォード大学のラドクリフ天文台の天文官になり、1845年に6317の恒星を記載したラドクリフ・カタログの出版を監督した。
ジョンソンはケンタウルス座α星の固有運動が大きいことに気付き、セントヘレナ島を訪れたトーマス・ヘンダーソンにそのことを教え、これがヘンダーソンの年周視差観測の成功に役立った。